# Piotr Kuropka
Piotr Kuropka – polski lekarz weterynarii, doktor habilitowany nauk rolniczych, profesor na Uniwersytecie Przyrodniczym we Wrocławiu, specjalista od embriologii oraz histologii.

## Kariera naukowa
W 1995 roku na Akademii Rolniczej we Wrocławiu uzyskał tytuł lekarza weterynarii. W 1999 roku na Wydziale Medycyny Weterynaryjnej tej samej uczelni uzyskał stopień doktora nauk weterynaryjnych na podstawie rozprawy pt. Morfometria 11- i 14-tygodniowej blizny kostnej w osteosyntezie ZESPOL u owiec, której promotorem była Jan Kuryszko. W tym samym roku został zatrudniony na tejże uczelni, a 2019 roku Wydział Medycyny Weterynaryjnej tej samej uczelni nadał mu stopień doktora habilitowanego nauk weterynaryjnych na podstawie pracy pt. Modulacja aktywności białek i zmiany w strukturze komórek i tkanek w analizie morfologicznej – badania doświadczalne.